# 神聖同盟 (1511年)
神聖同盟（しんせいどうめい、イタリア語: Lega Santa、ドイツ語: Die Heilige Liga）は、ローマ教皇ユリウス2世が主導し、1511年に教皇国家の強化と、特にフランス王ルイ12世の膨張策に対するイタリア諸国の防衛のためにヨーロッパ諸国が結成した同盟である。
教皇側には、イングランド、スペイン、神聖ローマ帝国、ヴェネツィア共和国が同調した。
同盟は1512年にラヴェンナの戦いで壊滅的な敗北を喫し、ただちに仲間同士の不和を利用し、当初はイタリアでのフランス軍に優勢だった。
ヴェネツィアは1512年にルイ12世の側に寝返り、1515年のマリニャーノの戦いにおけるフランスの勝利で同盟はイタリア南部のフランスの主導権を認めつつ降伏を余儀なくされた。 